# Amager

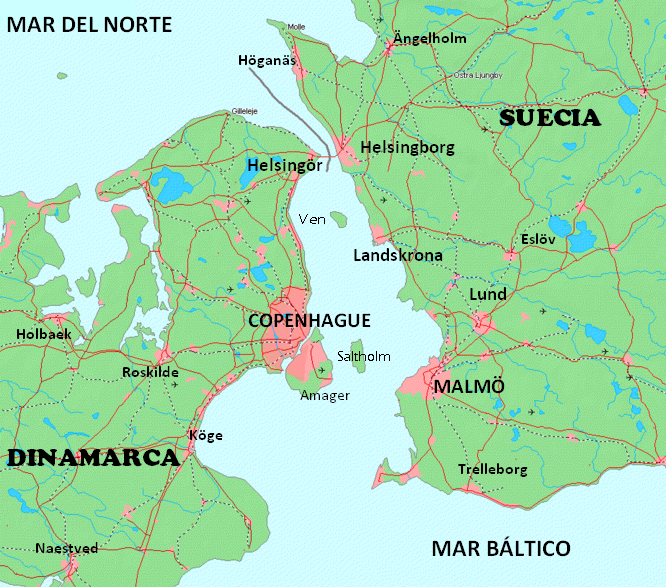
Copenhaga, nas ilhas da Zelândia e de Amager

Amager ( PRONÚNCIA) é uma ilha dinamarquesa no estreito de Øresund, entre a Dinamarca e a Suécia. Uma parte da capital da Dinamarca, Copenhague, fica em Amager, ligando-se à Zelândia através de diversas pontes.
Em Amager estão diversos bairros de Copenhague, como Islands Brygge, Tårnby, Kastrup, Amagerbro, Sundby e Ørestad, além da localidade de Dragør.No distrito de Kastrup,se localiza o Aeroporto de Copenhaga,que é o principal aeroporto da Escandinávia. Apesar disso, grande parte da ilha encontra-se sem ocupação humana, constituindo uma reserva natural, que antes sediava uma base militar (razão pela qual em algumas zonas não é permitida a passagem). Esta ilha é no entanto considerada como zona de expansão urbana da cidade,o que explica a construção de prédios novos e modernos na região.
Na zona oriental está a praia artificial de Amagerstrand,além de um porto artificial e de uma marina
Na zona centro-oeste,o bairro de Vetanger se tornou recentemente um portfólio da arquitetura moderna dinamarquesa, e é orientada para moradias e escritórios. Entre os edifícios mais conhecidos estão o Mountain Dwellings e o VM Dwellings. Um dos campi da Universidade de Copenhaga também está no bairro. Esta zona está escassamente povoada, e os jornais locais fazem campanha para cativar moradores.
Amager é o ponto de partida do Drodgentunel, túnel que liga as duas margens do Øresund e sai à superfície na ilha de Peberholm, convertendo-se em ponte de Øresund.